# أشرف القدرة
أشرف إسماعيل مبروك القدرة (23 مايو 1973 في خان يونس – ) أخصائي علاج طبيعي وتأهيل فلسطيني والمتحدث الرسمي باسم وزارة الصحة في قطاع غزة.

## حياته
وُلد أشرف القدرة في مدينة خان يونس عام 1973. يحمل درجة البكالوريوس في العلاج الطبيعي والتأهيل من جامعة كراتشي في باكستان، والماجستير في الإدارة والسياسات العامة من جامعة القدس.
عمل مديرًا لمركز الرحمة للعلاج الطبيعي والتأهيل، ومديرًا للخدمات الفندقية في الوزارة، ثم عمل لاحقًا رئيسًا لوحدة العلاقات العامة والإعلام بوزارة الصحة ومتحدثًا رسميًا باسمها منذ عام 2012.
ظل مقيمًا في قطاع غزة خلال الحرب الفلسطينية الإسرائيلية 2023–24 حتى انتقل إلى قطر في أبريل 2024.